# ARts
aRts je zkratka pro analogový syntetizér v Reálném čase (anglicky analog Real time synthesizer. Je to aplikace, která simuluje analogový syntetizér pod KDE.
Klíčovou komponentou aRts je zvukový server, který smíchává dohromady zvukové proudy (v reálném čase). Tento zvukový server se nazývá aRtsd (d označuje službu na pozadí – z angličtiny daemon) a je použit jako výchozí v projektu KDE, ale na KDE není striktně závislý a může proto být použit i v jiných projektech.
Je přímým konkurentem JACK Audio Connection Kit, jiným zvukovým serverem (pracujícím v reálném čase) a nepřímým konkurentem k Enlightened Sound Daemon (zkráceně ESD). Nyní je běžné, že namísto aRtsd se používá ALSA.
V platformě aRts je také zahrnut aRts stavitel – který vám dovolí vytvořit si vlastní nastavení audio mixérů, sekvencerů, syntetizérů a jiných audio schémat. 
Mimo jiné je aRts svobodným softwarem a je rozšiřován pod  GNU-GPL licencí.

## Budoucnost aRts
2. prosince roku 2004 tvůrce a hlavní vývojář Stefan Westerfeld oznámil, že odchází z projektu kvůli základním a technickým problémům s vývojem aRts.
V KDE4 byl aRts nahrazen novým multimediálním API známým jako Phonon.